# Chủ tịch Hội đồng Nhà nước Cộng hòa Cuba
Chủ tịch Hội đồng Nhà nước Cộng hòa Cuba (Presidente del Consejo de Estado de la República de Cuba), là chức vụ lãnh đạo Hội đồng Nhà nước Cộng hòa Cuba. Chức vụ do Chủ tịch Quốc hội kiêm nhiệm.
Hiến pháp Cuba năm 1976 trước đây quy định Chủ tịch Hội đồng Nhà nước Cuba là nguyên thủ quốc gia, cũng là người đứng đầu Chính phủ Cuba.

## Thể thức bầu chọn
Chức vụ Chủ tịch Hội đồng Nhà nước Cuba được thành lập theo Hiến pháp Cuba năm 1976 để thay chế chức vụ Tổng thống Cộng hòa Cuba (Presidente de la República de Cuba). Theo Hiến pháp 1976, chức vụ này được Quốc hội Cuba bầu ra với nhiệm kỳ 5 năm.
Sau đó Hiến pháp năm 2019 đã thiết lập Hội đồng Nhà nước thành cơ quan thường trực Quốc hội. Chức vụ Chủ tịch sẽ do Chủ tịch Quốc hội kiêm nhiệm.

## Danh sách Chủ tịch Cuba
Vị nguyên thủ thứ 20 và cũng là Chủ tịch đầu tiên của Cuba là Fidel Castro. Ông được bầu thay thế Tổng thống Cuba Osvaldo Dorticós Torrado vào năm 1976 sau một cuộc tái cơ cấu chính phủ, và đã giữ chức vụ này trong suốt hơn 30 năm. Năm 2006, trong một động thái chuẩn bị cho người kế vị, ông tuyên bố giao tạm quyền cho em trai mình là Raul Castro, Phó Chủ tịch Hội đồng Nhà nước, thay thế ông vì lý do sức khỏe. Mãi đến năm 2008, ông mới tuyên bố rút lui khỏi chức vụ này và Raúl Castro đã được bầu làm chủ tịch Hội đồng Nhà nước trong cuộc bầu cử diễn ra ngày 18 tháng 2 năm 2008, chính thức giữ chức vụ này từ 24 tháng 2 năm 2008 đến 19 tháng 4 năm 2018. Miguel Díaz-Canel kế nhiệm Raúl Castro từ ngày 19 tháng 4 năm 2018.
| STT | Tên                    | Hình                                      | Đảng               | Nhiệm kỳ                                              | Thời gian tại nhiệm |
| --- | ---------------------- | ----------------------------------------- | ------------------ | ----------------------------------------------------- | ------------------- |
| 1   | Fidel Castro           |                                           | Đảng Cộng sản Cuba | 2 tháng 12 năm 1976 - 24 tháng 2 năm 2008             | 31 năm, 84 ngày     |
| 2   | Raúl Castro            |                                           | Đảng Cộng sản Cuba | 31 tháng 7 năm 2006 - 24 tháng 2 năm 2008 (tạm quyền) | 1 năm, 208 ngày     |
| 2   | Raúl Castro            | 24 tháng 2 năm 2008 - 19 tháng 4 năm 2018 | Đảng Cộng sản Cuba | 10 năm, 54 ngày                                       |                     |
| 3   | Miguel Díaz-Canel      |                                           | Đảng Cộng sản Cuba | 19 tháng 4 năm 2018 - 10 tháng 10 năm 2019            | 1 năm, 174 ngày     |
| 4   | Esteban Lazo Hernández |                                           | Đảng Cộng sản Cuba | 11 tháng 10 năm 2019 - nay                            | 5 năm, 164 ngày     |